# Страта
„Страта“ е научнофантастичен роман от английския писател Тери Пратчет. Книгата е издадена за пръв път през 1981 г.

## Сюжет
Внимание:  Текстът по-долу разкрива сюжета на произведението (или части от него)!
Землянката строителка на светове Кин Арад среща странния пътешественик Джаго Джало. Той ѝ показва магически артефакти, с които, както той твърди, се е сдобил на плосък свят на границата на изследваната Вселена. Впоследствие към Кин и Джаго се присъединяват шандата Силвър и кунгът Марко. Преди да достигнат до Диска Джаго бива убит от мехачичен гарван, който незанйано как е успял да се промъкне на кораба на пътешествениците. Тримата герои успяват да достигнат магическата плоска планета, корабът им обаче се разбива и те са принудени да открият създателите на Диска, за да се завърнат обратно в своите светове.
Достигайки центъра на планетата, Кин и нейните спътници откриват, че Дискът е на практика огромна машина, поддържана от роботи. Създател на този свят се оказва тайнствената раса на Строителите, а Дискът е просто шега, следа, която Строителите са оставили за своето съществуване. С помощта на машините на Диска, Кин успява да построи кораб, с който тримата герои се завръщат у дома.

## Образи
Дискът на практика е пародия на древното схващане, че Земята е плоска. Светът е населен с хора, живеещи по начин, сходен на съществуването на човечеството през Средновековието – подчинен на суеверия и страх. Дискът е населен и от множество митологични твари като дракони, елфи и демони.